# Irina Chabarovová
Irina Sergejevna Chabarovová (rusky Ирина Сергеевна Хабарова, * 18. března 1966, Jekatěrinburg) je bývalá ruská atletka, sprinterka.
V roce 2000 reprezentovala na letních olympijských hrách v Sydney, kde skončila v závodě na 200 metrů ve třetím čtvrtfinálovém běhu na šestém místě a do semifinále nepostoupila. O rok později skončila na mistrovství světa v Edmontonu v semifinále. Na mistrovství Evropy v Mnichově 2002 vybojovala bronzovou medaili ve štafetě na 4 × 100 metrů. V roce 2004 na letních olympijských hrách v Athénách získala stříbrnou medaili (4 × 100 m). V závodě na 100 metrů skončila ve čtvrtfinále.
Na evropském šampionátu ve švédském Göteborgu 2006 se stala společně s Julií Guščinovou, Natalií Rusakovovou a Jekatěrinou Grigorjevovou mistryní Evropy ve štafetě na 4 × 100 metrů. V závodě na 100 metrů si doběhla pro svůj největší individuální úspěch, když vybojovala v čase 11,22 s bronzovou medaili. Ve stejném čase proběhla cílem také Jekatěrina Grigorjevová, té však cílová fotografie přidělila stříbro. Zlato získala Kim Gevaertová z Belgie v čase 11,06 sekundy.